# Colonhac
Colonhac (en francès Colognac) és un municipi francès situat al departament del Gard i a la regió d'Occitània.